# قائمة النساء اللاتي ترأسن الحكومة والدولة في الدول ذات الأغلبية المسلمة
هذه قائمة مرتبة ترتيبًا زمنيًا للنساء اللاتي أصبحن على رأس الدولة أو رئيس حكومة في الدول ذات الأغلبية المسلمة، باستثناء الأشخاص الذين تولوا المنصب بصفة مؤقتة.

## القائمة
| الصورة | رئيس الدولة أو الحكومة     | البلد      | المنصب              | مدة الخدمة (أول مرة)           |
| ------ | -------------------------- | ---------- | ------------------- | ------------------------------ |
|        | بينظير بوتو                | باكستان    | رئيس وزراء باكستان  | 2 ديسمبر 1988 - 6 أغسطس 1990   |
|        | خالدة ضياء                 | بنغلاديش   | رئيس وزراء بنغلاديش | 20 مارس 1991 – 30 مارس 1996    |
|        | تانسو تشيلر                | تركيا      | رئيس وزراء تركيا    | 25 يونيو 1993 – 6 مارس 1996    |
|        | شيخة حسينة واجد            | بنغلاديش   | رئيس وزراء بنغلاديش | 23 يونيو 1996 – 15 يوليو 2001  |
|        | مامي ماديور بوي            | السنغال    | رئيس وزراء السنغال  | 3 مارس 2001 – 4 نوفمبر 2002    |
|        | ميجاواتي سوكارنوبوتري      | إندونيسيا  | رئيس إندونسيا       | 23 يوليو 2001 – 20 أكتوبر 2004 |
|        | روزا أوتونباييفا           | قيرغيزستان | رئيس قيرغيزستان     | 7 أبريل 2010 – 1 ديسمبر 2011   |
|        | سيسيه مريم كايداما سيديبيه | مالي       | رئيس وزراء مالي     | 3 أبريل 2011 – 22 مارس 2012    |
|        | عاطفة يحيى آغا             | كوسوفو     | رئيس كوسوفو         | 7 أبريل 2011 – 7 أبريل 2016    |
|        | أميناتا توريه              | السنغال    | رئيس وزراء السنغال  | 3 سبتمبر 2013 – 8 يوليو 2014   |
|        | فيوزا عثماني               | كوسوفو     | رئيس كوسوفو         | 4 أبريل 2021 – حتى الآن        |
|        | نجلاء بودن                 | تونس       | رئيس وزراء تونس     | 11 أكتوبر 2021 – حتى الآن      |